# Julio María Sanguinetti
Julio María Sanguinetti Coirolo (Montevideo, 6 januari 1936) was President van Uruguay van 1 maart 1985 tot 1 maart 1990, en van 1 maart 1995 tot 1 maart 2000. Hij werd in Montevideo geboren, met Italiaanse ouders.

## Leven
In de periode voor de staatsgreep in Uruguay van 1973 was Sanguinetti vertegenwoordiger in het parlement, namens de Colorado Partij, voor drie termijnen. Hij begon op 27-jarige leeftijd. Hij was ook Minister van Industrie en Handel (1969-1971), en Minister van Onderwijs (1972).
In 1983 werd hij gekozen tot secretaris-generaal van de Colorado Partij, en hij werd presidentskandidaat voor de verkiezingen van 1985. Hij werd na 12 jaar militaire dictatuur de eerste gekozen president van Uruguay.
In november 1994 won hij opnieuw de presidentsverkiezingen, en op 1 maart 1995 werd hij opnieuw geïnstalleerd tot President van Uruguay. In 2000 werd hij opgevolgd door Jorge Batlle Ibáñez

## Onderscheiding
In 2000 werd hij samen met Samuel Ruiz García onderscheiden met de Internationale Simón Bolívar-prijs van de UNESCO, een prijs die het doel heeft activiteiten van buitengewone verdienste te belonen die in de geest staan van de Latijns-Amerikaanse vrijheidsstrijder Simón Bolívar.
Aparicio Méndez (1976-1981) · Gregorio Álvarez (1981-1985) · Rafael Addiego Bruno (1985) · Julio María Sanguinetti (1985-1990) · Luis Alberto Lacalle (1990-1995) · Julio María Sanguinetti (1995-2000) · Jorge Batlle Ibáñez (2000-2005) · Tabaré Vázquez (2005-2010) · José Mujica (2010-2015) · Tabaré Vázquez (2015-2020) · Luis Alberto Lacalle Pou (2020-2025) · Yamandú Orsi (2025-heden)